# Distretto di Alto Nanay
Il distretto di Alto Nanay è uno dei tredici distretti della provincia di Maynas, in Perù. Si trova nella regione di Loreto e si estende su una superficie di 14.290,8 chilometri quadrati.
Istituito il 2 luglio 1943, ha per capitale la città di Santa María de Nanay.